# Ankara 19 Mayıs Stadı
Das Ankara 19 Mayıs Stadı (auch Ankara 19 Mayıs Stadyumu, deutsch Ankara Stadion des 19. Mai) war ein Fußballstadion in der türkischen Hauptstadt Ankara. Die Fußballvereine MKE Ankaragücü, Gençlerbirliği Ankara und Hacettepespor bestritten ihre Heimspiele in diesem Stadion.

## Geschichte
Das 19 Mayıs Stadı wurde am 16. April 1936 fertiggestellt und am 15. Dezember 1936 eröffnet. Der Architekt für die Spielstätte war der Italiener Paolo Vietti-Violi. Von 1936 bis 1981 war es die Heimspielstätte von Muhafızgücü Ankara. Das Stadion fasste 19.209 Zuschauer. 2012 und 2013 fanden die Endspiele des türkischen Fußballpokals statt.
Im August 2018 begannen die Abrissarbeiten. Auf Anweisung des türkischen Staatspräsident Recep Tayyip Erdoğan soll auf dem Grundstück ein neues Stadion errichtet werden. Seit 2022 ist das Ankara Stadyumu im Bau.

## Nutzung
Das Stadion wurden außer der Heimspiele von Gençlerbirliği, Hacettepespor und MKE Ankaragücü von der türkischen Fußballnationalmannschaft genutzt. Außerdem war es der Austragungsort der Başbakanlık (1944 bis 1998) und Cumhurbaşkanlığı Kupası (1966 bis 1998). Das Ankara 19 Mayıs Stadı war 2012 und 2013 Finalort des türkischen Fußballpokals.

### Länderspiele
Von 1949 bis 2014 trug die türkische Nationalmannschaft der Männer 28 Länderspiele im Stadion aus:
|                                           |   |                  |     |
| 20. November 1949, WM-Qualifikationsspiel |   |                  |     |
| Türkei                                    | – | Syrien           | 7:0 |
| 1. Juni 1952, Freundschaftsspiel          |   |                  |     |
| Türkei                                    | – | Schweiz          | 1:5 |
| 8. Dezember 1957, Freundschaftsspiel      |   |                  |     |
| Türkei                                    | – | Belgien          | 1:1 |
| 7. Dezember 1958, Freundschaftsspiel      |   |                  |     |
| Türkei                                    | – | Bulgarien        | 0:0 |
| 8. Juni 1960, Freundschaftsspiel          |   |                  |     |
| Türkei                                    | – | Schottland       | 4:2 |
| 14. Mai 1961, Freundschaftsspiel          |   |                  |     |
| Türkei                                    | – | Rumänien         | 0:1 |
| 18. Oktober 1961, Freundschaftsspiel      |   |                  |     |
| Türkei                                    | – | Südkorea         | 1:0 |
| 10. Oktober 1962, Freundschaftsspiel      |   |                  |     |
| Türkei                                    | – | Äthiopien        | 3:0 |
| 9. Oktober 1963, Freundschaftsspiel       |   |                  |     |
| Türkei                                    | – | Rumänien         | 0:0 |
| 1. November 1964, Freundschaftsspiel      |   |                  |     |
| Türkei                                    | – | Tunesien         | 4:1 |
| 19. April 1965, WM-Qualifikationsspiel    |   |                  |     |
| Türkei                                    | – | Portugal         | 0:1 |
| 23. Oktober 1965, WM-Qualifikationsspiel  |   |                  |     |
| Türkei                                    | – | Rumänien         | 2:1 |
| 12. Oktober 1966, Freundschaftsspiel      |   |                  |     |
| Türkei                                    | – | BR Deutschland   | 0:2 |
| 22. Februar 1967, EM-Qualifikationsspiel  |   |                  |     |
| Türkei                                    | – | Irland           | 2:1 |
| 15. November 1967, EM-Qualifikationsspiel |   |                  |     |
| Türkei                                    | – | Tschechoslowakei | 0:0 |
| 30. April 1969, Freundschaftsspiel        |   |                  |     |
| Türkei                                    | – | Polen            | 1:3 |
| 14. September 1969, ECO-Cup               |   |                  |     |
| Türkei                                    | – | Pakistan         | 4:2 |
| 14. September 1969, ECO-Cup               |   |                  |     |
| Türkei                                    | – | Iran             | 4:0 |
| 13. Oktober 1976, Freundschaftsspiel      |   |                  |     |
| Türkei                                    | – | Irland           | 3:3 |
| 6. April 1977, Freundschaftsspiel         |   |                  |     |
| Türkei                                    | – | Finnland         | 1:2 |
| 5. Oktober 1978, Freundschaftsspiel       |   |                  |     |
| Türkei                                    | – | Sowjetunion      | 0:2 |
| 25. März 1981, WM-Qualifikationsspiel     |   |                  |     |
| Türkei                                    | – | Wales            | 0:1 |
| 12. Oktober 1983, EM-Qualifikationsspiel  |   |                  |     |
| Türkei                                    | – | Nordirland       | 1:0 |
| 4. März 1987, Freundschaftsspiel          |   |                  |     |
| Türkei                                    | – | Rumänien         | 1:3 |
| 8. April 1992, Freundschaftsspiel         |   |                  |     |
| Türkei                                    | – | Dänemark         | 2:1 |
| 28. Oktober 1992, WM-Qualifikationsspiel  |   |                  |     |
| Türkei                                    | – | San Marino       | 4:1 |
| 20. August 2003, Freundschaftsspiel       |   |                  |     |
| Türkei                                    | – | Moldau           | 2:0 |
| 5. März 2014, Freundschaftsspiel          |   |                  |     |
| Türkei                                    | – | Schweden         | 2:1 |